# Конский каштан обыкновенный
Ко́нский кашта́н обыкнове́нный (лат. Aésculus hippocástanum) — крупное лиственное дерево, самый известный в России вид рода Конский каштан.

## Название

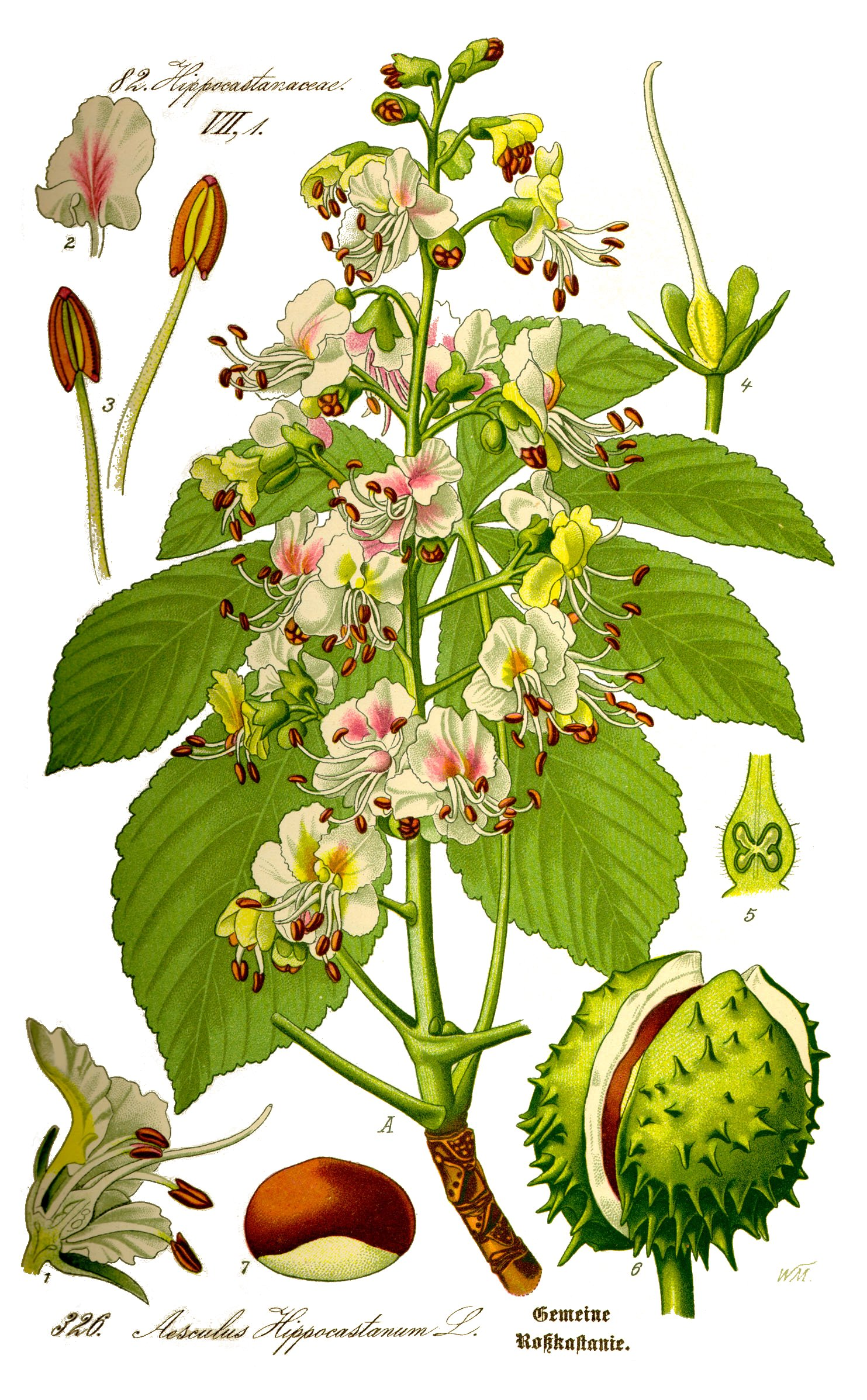
Ботаническая иллюстрация из книги О. В. Томе Flora von Deutschland, Österreich und der Schweiz, 1885

Диаграмма цветка конского каштана. Светло-зеленым обозначены нектарники

Очень часто Конский каштан обыкновенный называют просто «конский каштан». Видовой эпитет «обыкновенный» помогает отличить его от других видов рода Конский каштан. Несмотря на то, что в общепринятом названии присутствует слово «каштан», конские каштаны не связаны с родом Каштан (Castanea), который относится к семейству Буковые (Fagaceae). Конский каштан обыкновенный входит в род Конский каштан (Aesculus) подсемейства Конскокаштановые (Hippocastanaceae) семейства Сапиндовые (Sapindáceae).
Общепринятое русское название, конский каштан, происходит от схожести цвета скорлупы плодов с «просто» каштаном. Другой вариант происхождения названия указывает, что листовые рубцы, остающиеся на побегах после листопада, напоминают по форме лошадиную подкову.
Ещё одна версия говорит о том, что семена были привезены турками в Центральную Европу как корм для лошадей и использованы как лекарство от лошадиного кашля. Для отличия от съедобных каштанов они были названы конскими (нем. Rosskastanie).

## Ботаническое описание
Конский каштан обыкновенный — изящное дерево высотой до 36 м с низко опущенной раскидистой широкоовальной куполообразной кроной. На старых деревьях наружные ветви часто повисают.
Ствол правильной цилиндрической формы с тёмно-коричневой пластинчатой корой.
Корневая система мощная, со стержневым главным корнем и сильно развитыми боковыми корнями, благодаря чему это дерево достаточно ветроустойчиво. В корневых волосках есть бактерии, усваивающие азот воздуха, поэтому деревья успешно растут на сравнительно бедных азотом почвах. Молодые побеги и сеянцы толстые. Почки крупные, клейкие, красно-бурые.
Листья супротивные, крупные, до 60 см, пальчато-сложные с 5—7 листочками; каждый листочек 13—30 см в длину, 3—10 в ширину, обратнояйцевидный, к основанию клиновидно-суженный, край листа зубчатый. Средний листочек крупнее боковых, черешок очень длинный, 15—20 см.
Цветки в конечных прямостоячих конусовидных метёлках размером 10—30 см, белые, как правило, с небольшими жёлтыми пятнами или крапинками. В каждой метёлке от 20 до 50 цветков. Цветёт в мае после распускания листьев. Цветки имеют информативные указатели нектара: жёлтые пятнышки на лепестках после прекращения выделения нектара меняют цвет на красный. Это служит сигналом насекомым-опылителям, и они перестают посещать такие цветки.
Обычно только от 1 до 5 плодов появляются на каждой метёлке. Плоды — коробочки зелёного цвета, с многочисленными шипами, содержат одно (редко два или три) ореховидных семени (часто в обиходной речи называемые конскими каштанами или просто каштанами). Каждый «каштанчик» 2—4 см в поперечнике, блестящий, орехово-коричневый по цвету, в основании с беловатым рубцом. Плоды созревают в августе—сентябре.
В природе размножается семенами.

Вскрывающийся плод конского каштана обыкновенного
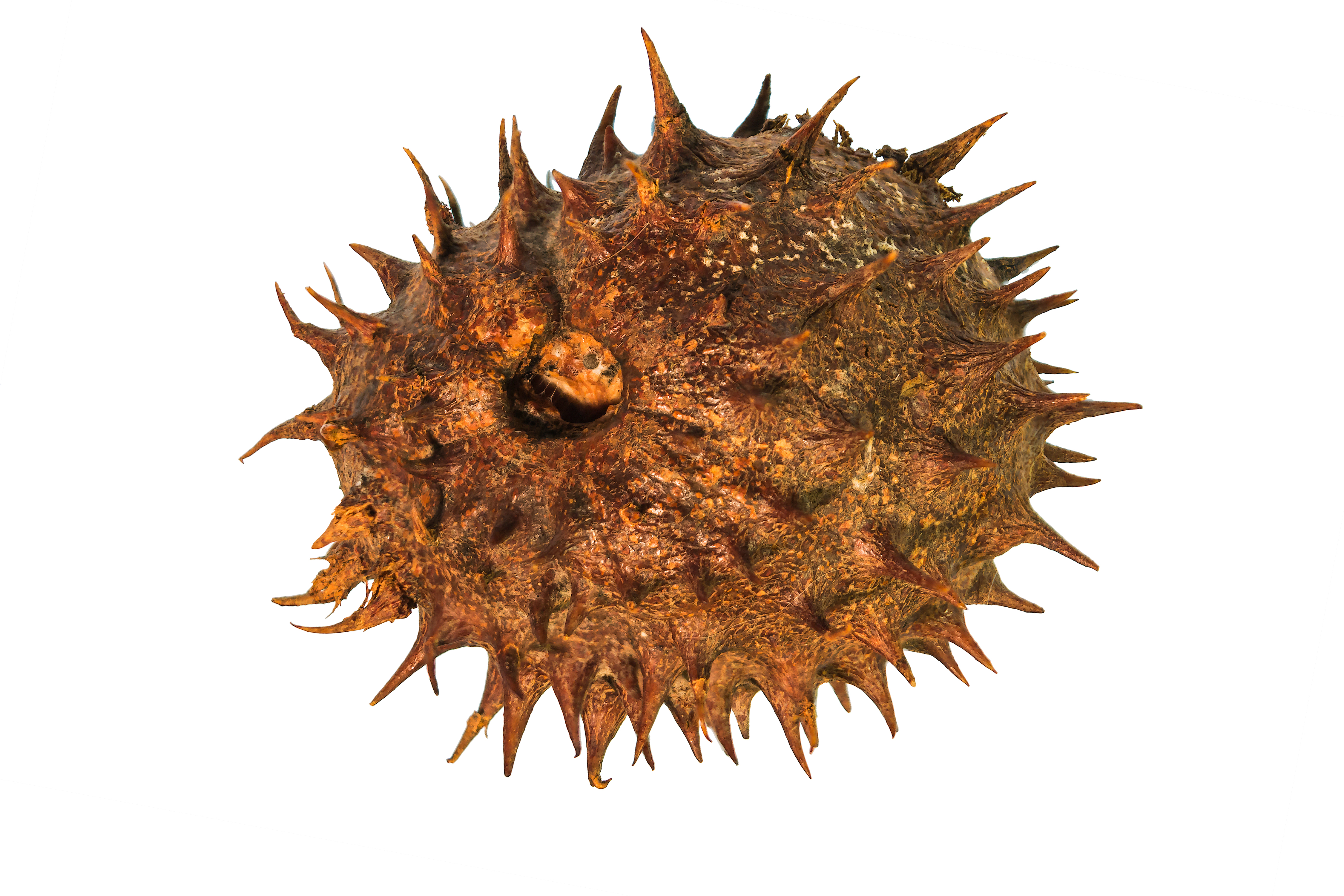
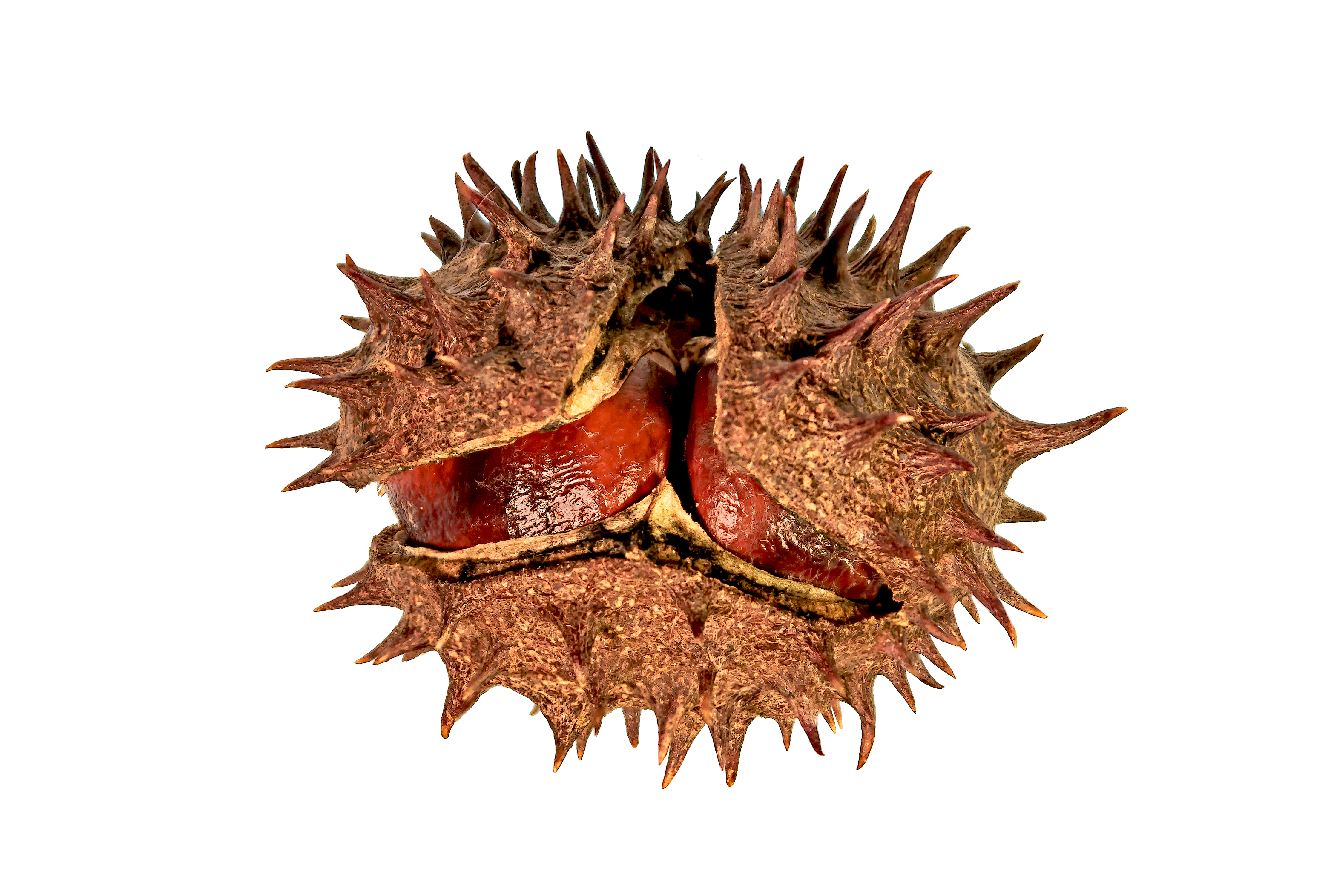
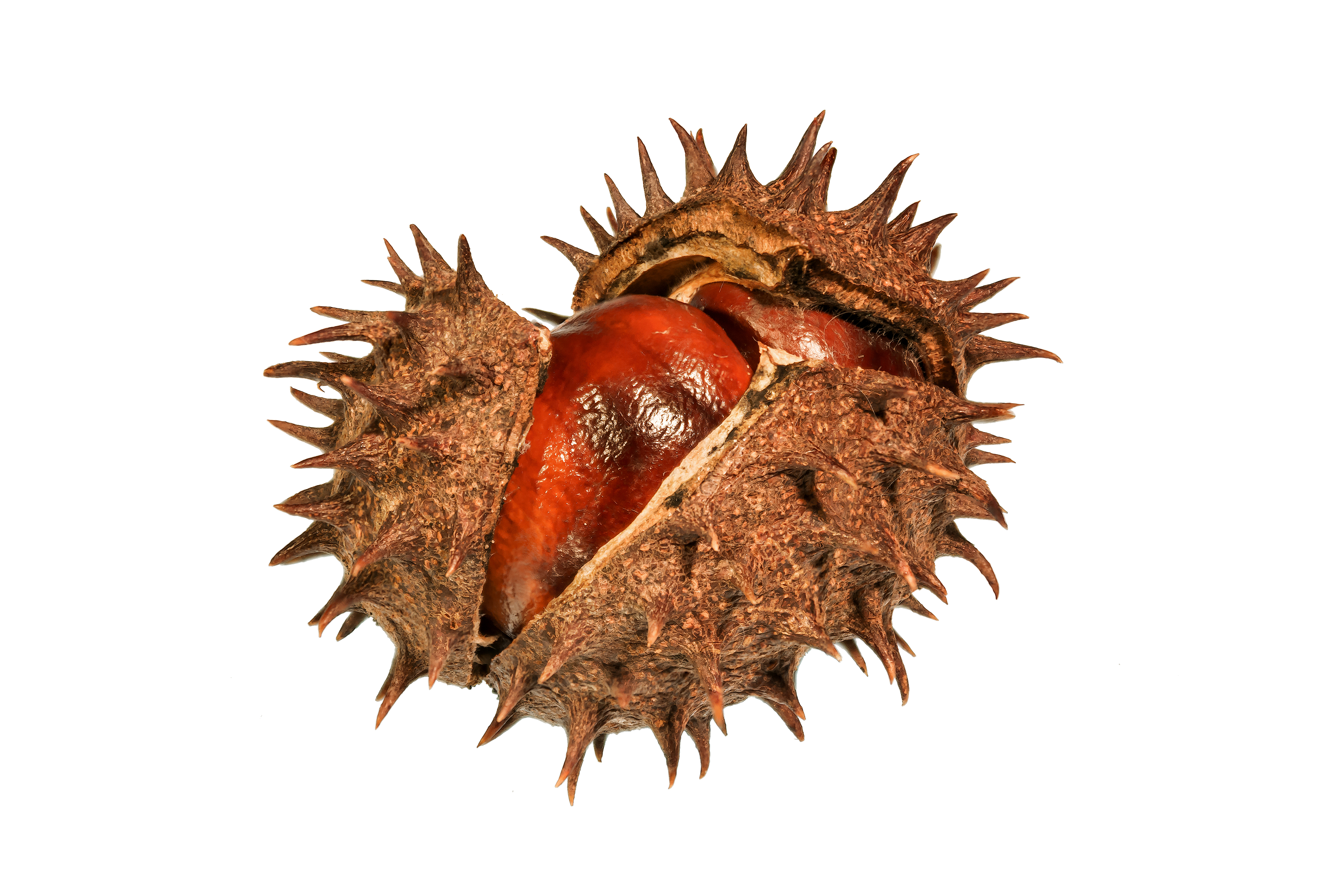
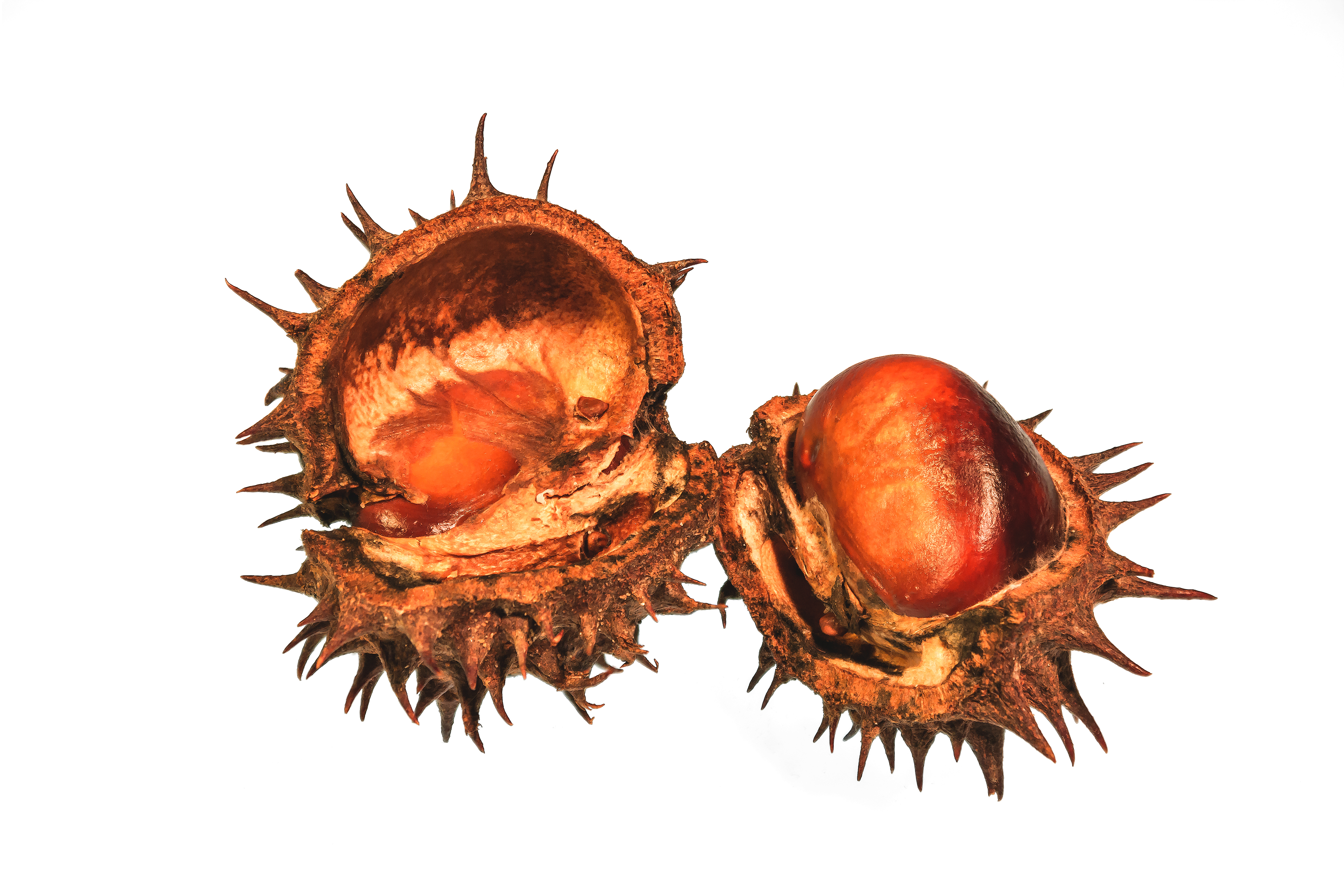
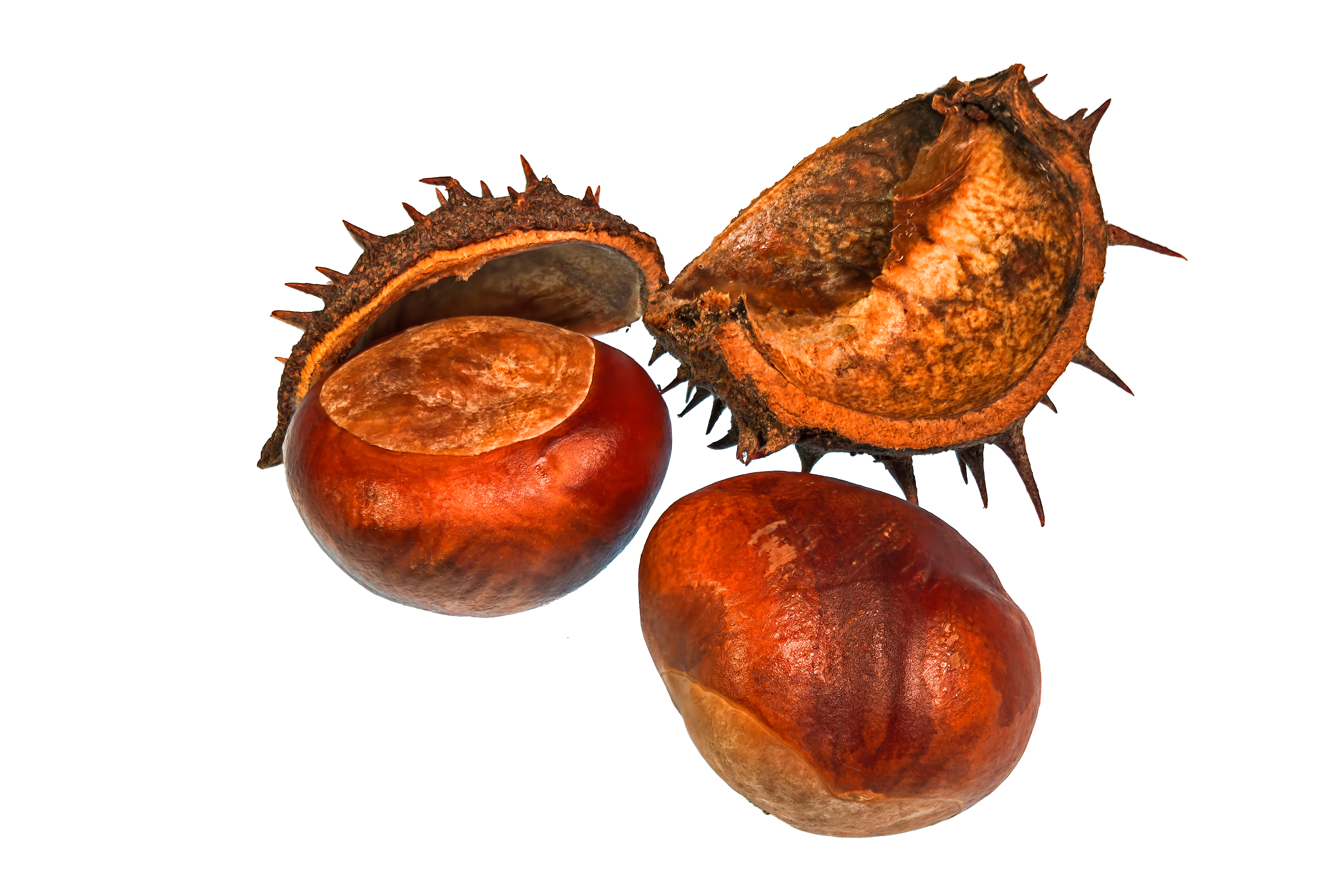

Плод конского каштана обыкновенного
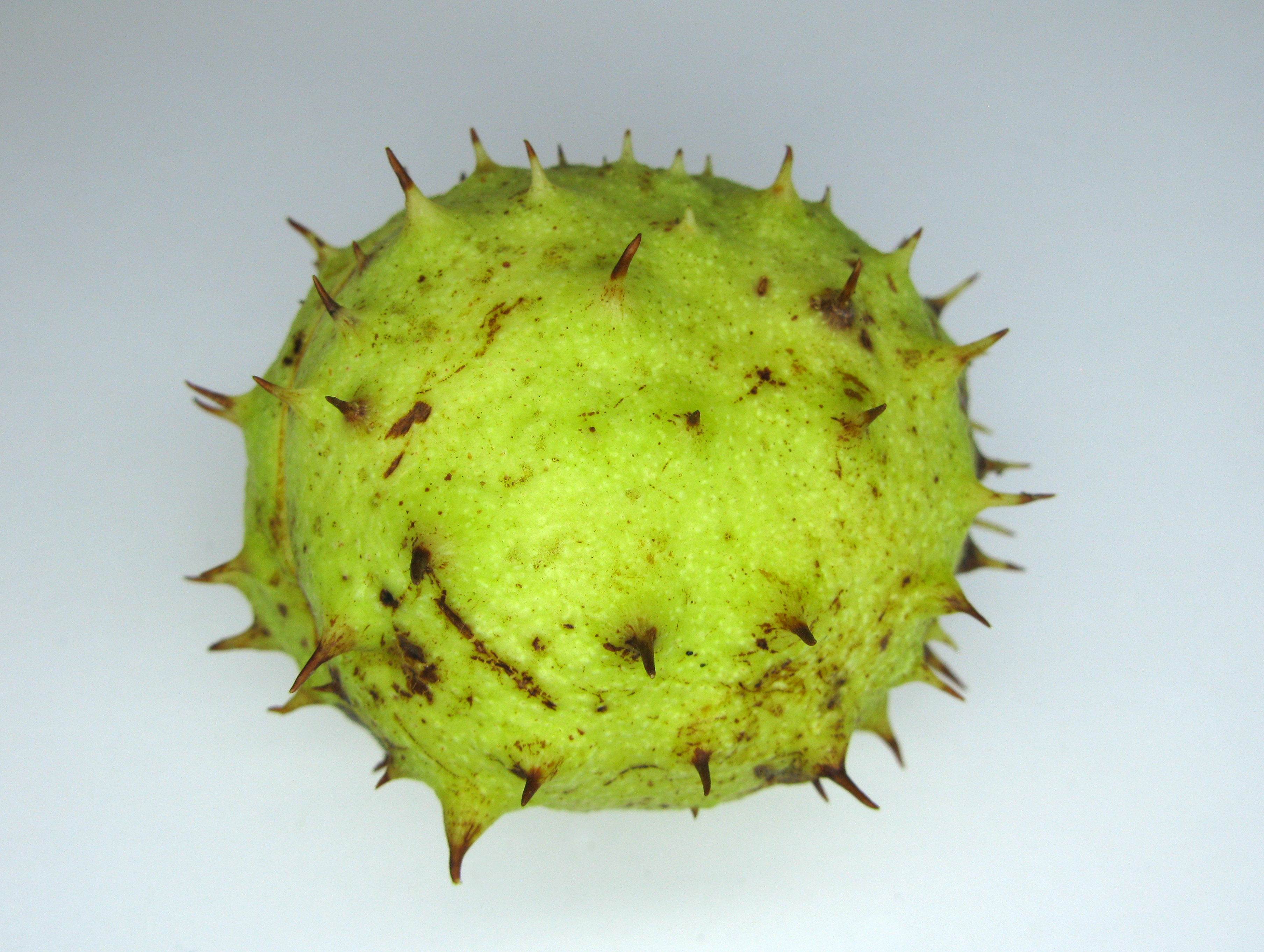
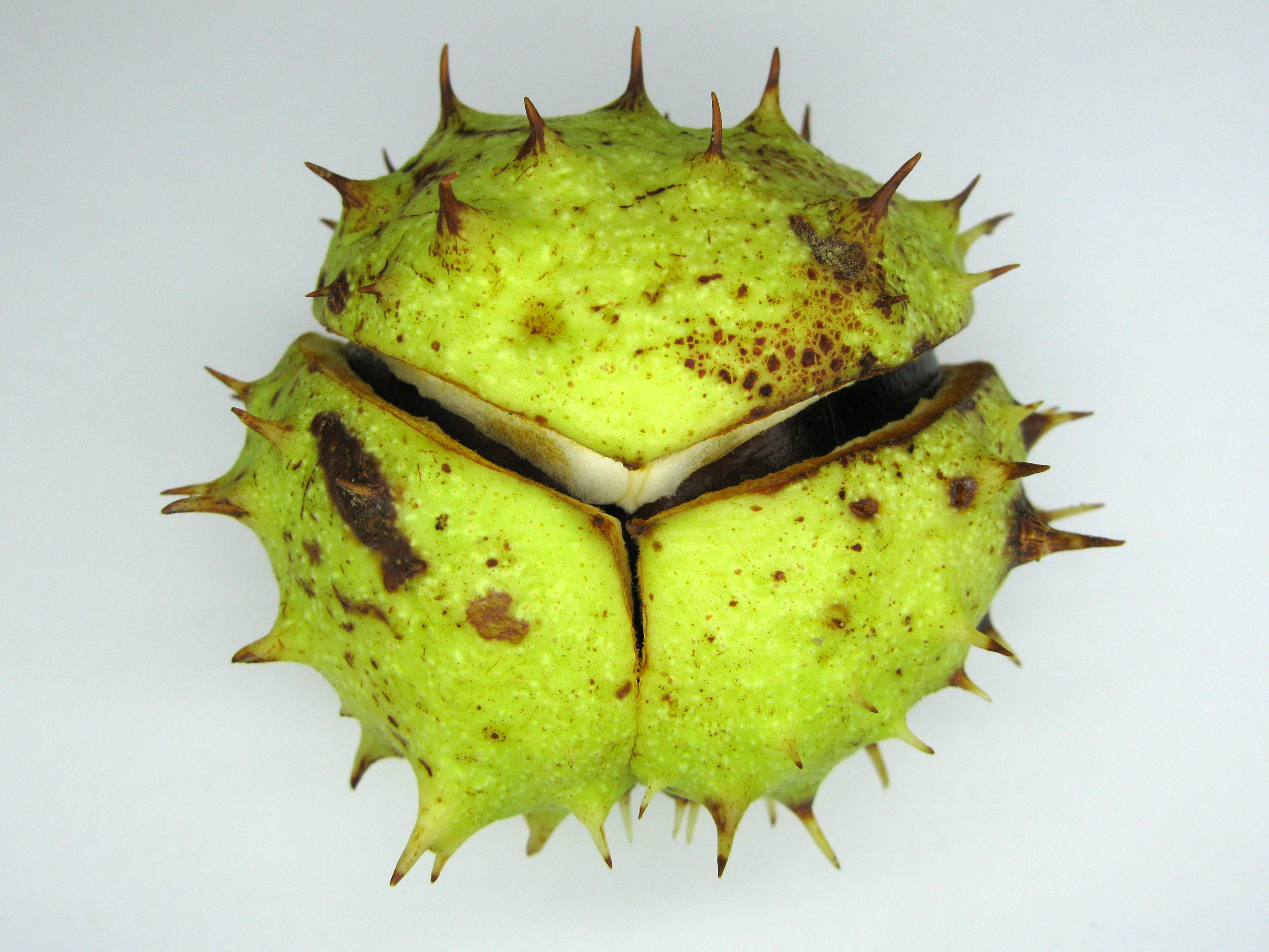
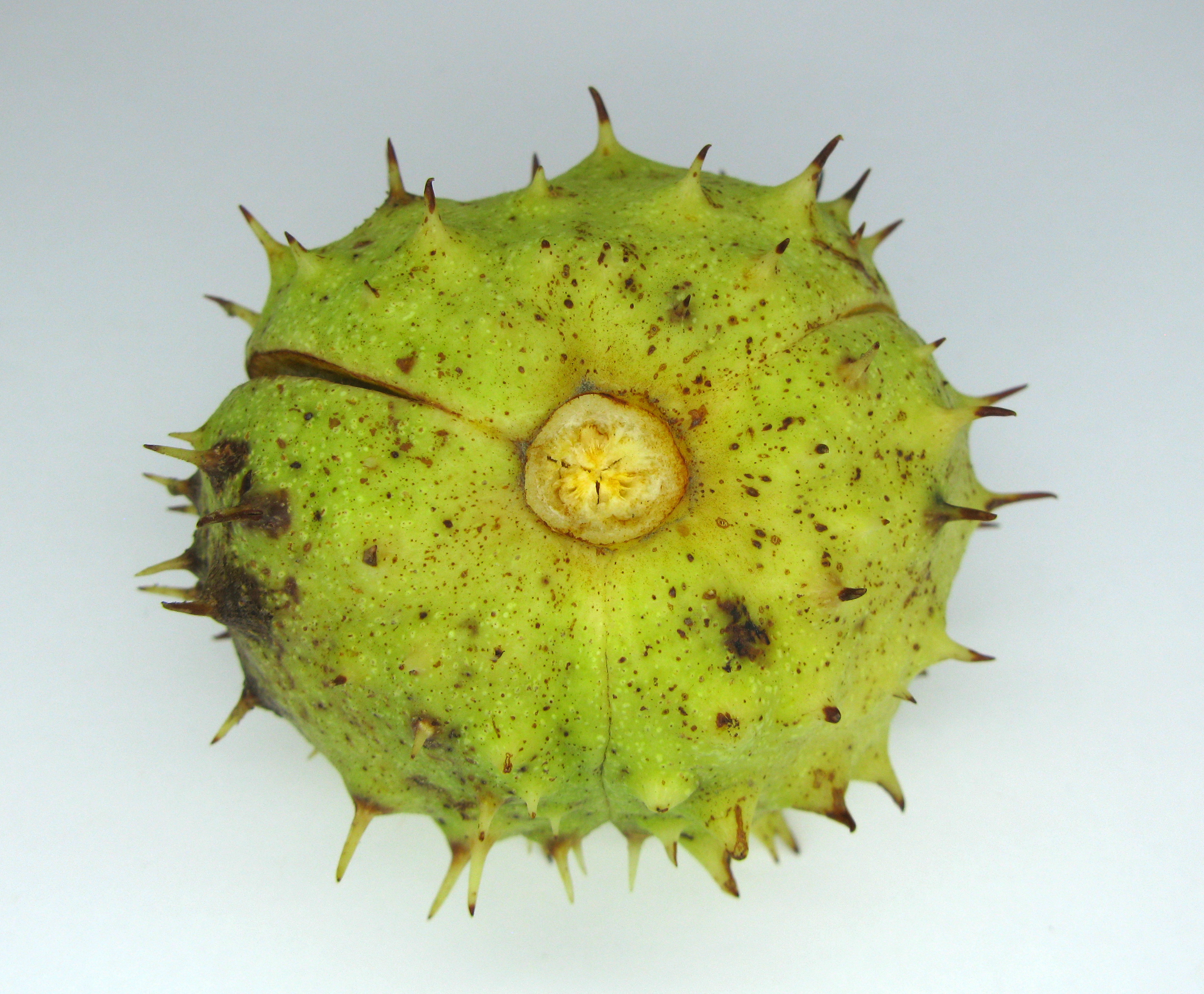
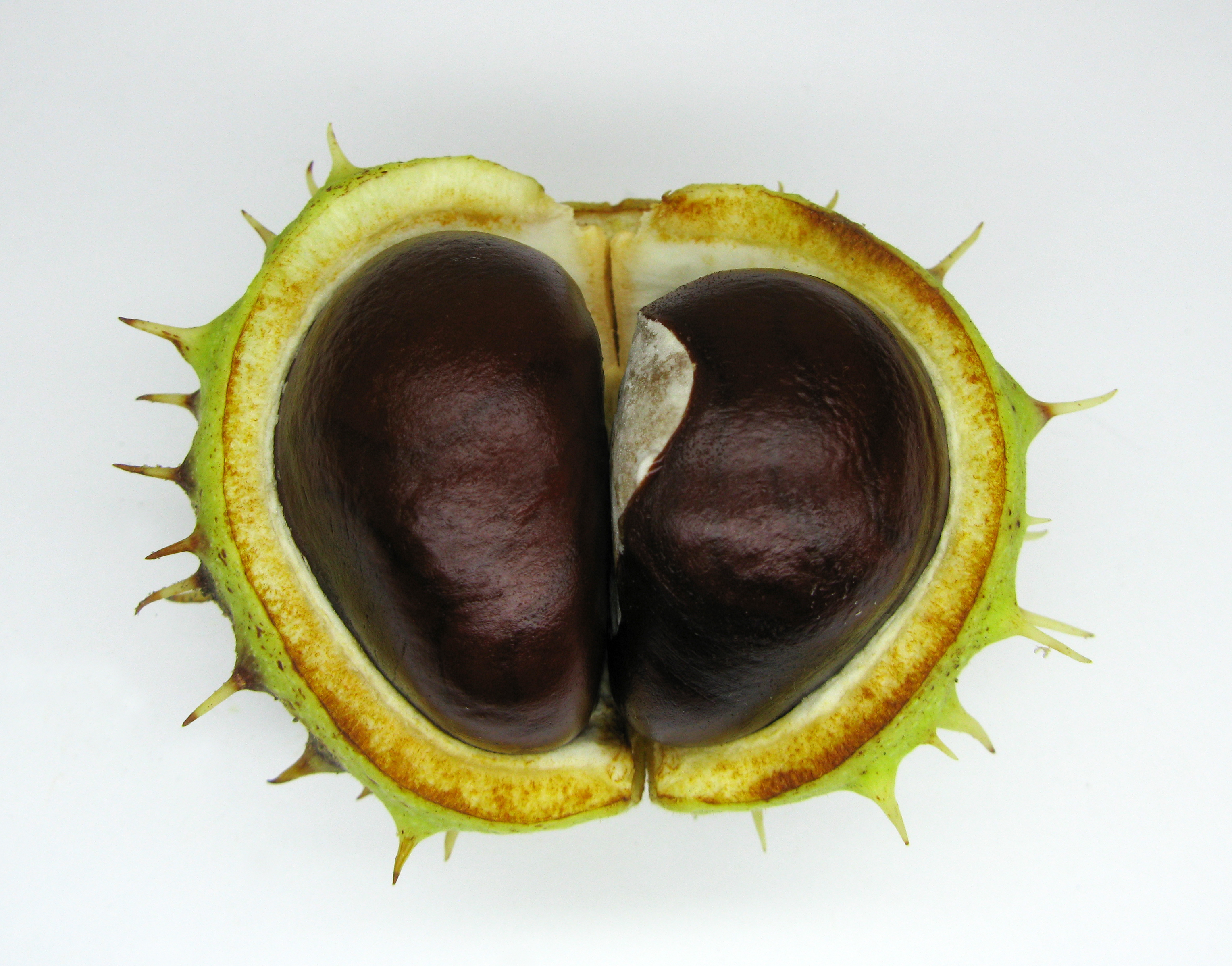
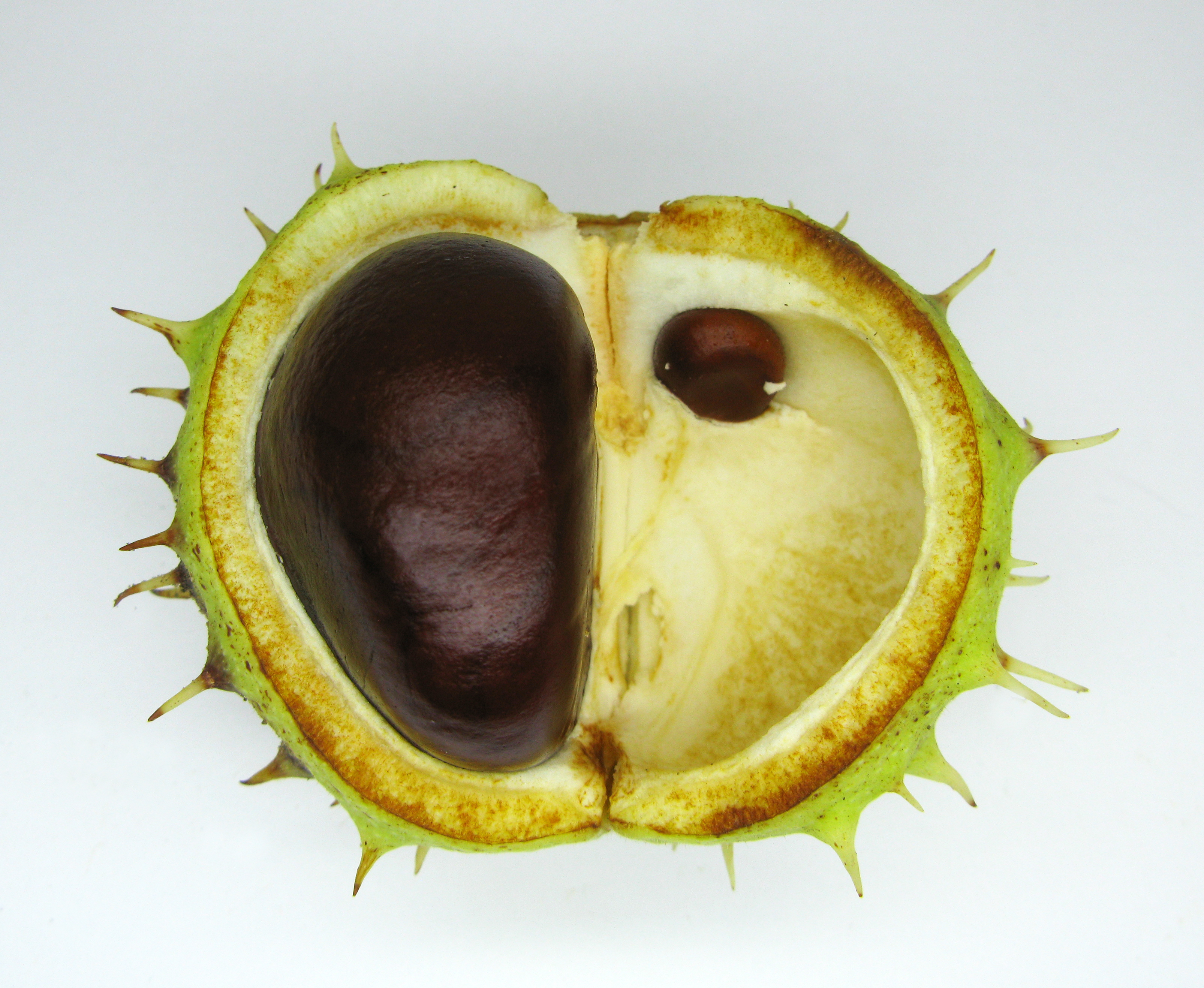

## Распространение и экология
Конский каштан обыкновенный произрастает на небольшой территории в горах на Балканах (на севере Греции, в Албании, Республики Македонии, Сербии и Болгарии) в лиственных лесах вместе с ольхой, ясенем, клёном, грабом, липой, буком и другими древесными породами, поднимаясь в горы до высоты 1000—1200 м над уровнем моря. Встречается в горных районах Ирана и в предгорьях Гималаев. Широко культивируется в зоне умеренного климата, распространён в посадках во многих районах Европейской части России.
Долговечен (при благоприятных условиях достигает возраста 200—300 лет). Хорошо переносит пересадку во взрослом состоянии.
Теневынослив, хорошо растёт на глубоких рыхлых почвах — глинистых или супесчаных, достаточно влажных, но без избыточного увлажнения. Переносит довольно сухие чернозёмные почвы в степной зоне, засолённые почвы переносит плохо. Чувствителен к суховеям, отчего листья часто летом сильно обгорают и преждевременно опадают.
Зимостоек в культуре в средней полосе европейской части России (до Москвы). На широте Москвы в очень суровые зимы подмерзает; молодые деревья подмерзают и в Санкт-Петербурге, но в защищённых местах вырастают в крупные, обильно цветущие деревья.
|                                                                         |  |  |  |  |
| Слева направо: почка, лист, цветок, листовые рубцы на побегах, соцветие |  |  |  |  |

### Болезни
Среди болезней конского каштана чаще всего встречаются грибковые заболевания.
Нередко встречаются каштаны, страдающие болезнью «ржавчина на листьях» (пятнистость на листьях). Выделяют несколько видов этого грибкового заболевания, чаще всего три основных:
- красно-коричневая пятнистость — возбудитель гриб Phyllosticta sphaeropsoidea[7], проявляется в виде бордовой пятнистости на листьях;
- бурая пятнистость — возбудитель гриб Coniothyrium australe[7], листья засыхают, начиная с края, приобретая при этом рыжий цвет;
- чёрная пятнистость — обычно проявляется уже на больных или сухих листьях в виде чёрных или тёмно-серых вкраплений.
- охряная пятнистость — возбудитель гриб Phyllosticta castanea[7], во второй половине лета с обеих сторон листьев появляются крупные округлые пятна, до 1,5 см в диаметре, охряного цвета с темной каймой. На верхней стороне пятен образуется спороношение гриба в виде мелких черных точек.

Вследствие этой болезни портится внешний вид листьев и при фотосинтезе вырабатывается мало хлорофилла. Такие листья опадают раньше времени — во второй половине лета. Болезнь проявляется вследствие неблагоприятных условий, в частности из-за неподходящей для них почвы (чаще всего из-за её повышенной кислотности), за счёт чего дерево слабеет и более восприимчиво к данной болезни. Из-за этой болезни замедляется развитие дерева, возможна даже его гибель.
Также молодые каштаны нередко страдают от мучнистой росы. Мучнистая роса — это грибковое заболевание, вызываемое грибом Uncinuella flexuosa, при которой листья покрываются белым налётом и через некоторое время, как и при ржавчине на листьях, чернеют и опадают раньше времени.
| |  |  |
| Слева направо: саженец каштана в середине мая; рыжие разводы на листьях от поражения грибком, появились через 2 месяца (на фото саженец, ослабленный действием дефолианта); саженец в середине августа, листья опадают, приобретя бурый цвет |  |  |

Многие конские каштаны страдают от поражения ствола грибом трутовиком, который разрушает древесину дерева, вызывая гниль древесины, нарушает обмен веществ и ослабляет его. Постепенно трутовик распространяется дальше, поражая всё новые участки древесины и в итоге дерево чаще всего погибает. В основном каштаны поражаются трутовиками плоским, настоящим, разветвлённым, чешуйчатым и другими видами этих грибов. Также возможно поражение корней дерева опёнком летним и осенним — белая заболонная (периферическая) гниль корней и стволов. Вешенка обыкновенная вызывает светло-жёлтую гниль стволов, щелелистник обыкновенный — бурую гниль стволов и ветвей.

## Хозяйственное значение и применение

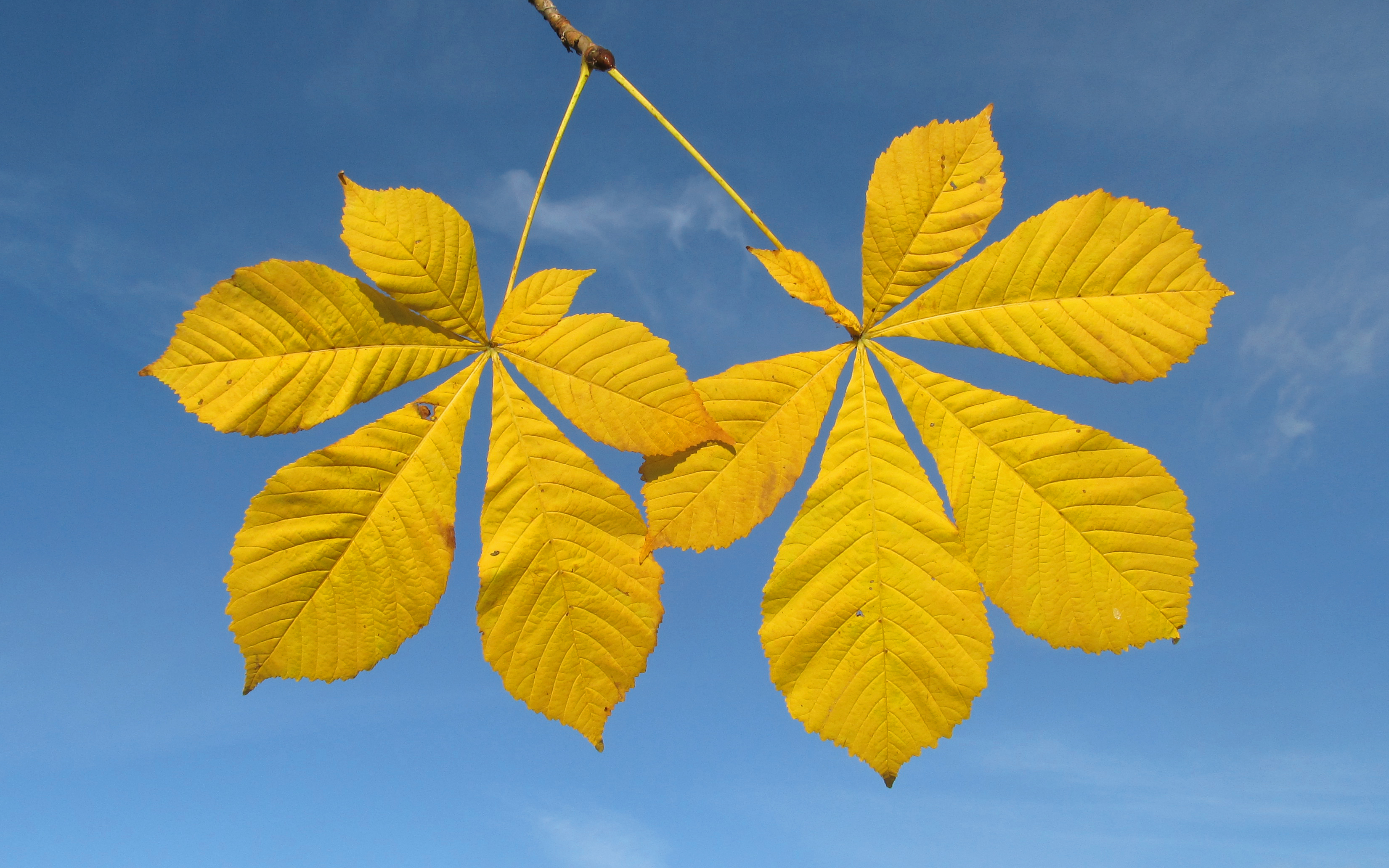
Листья осенние

Конский каштан обыкновенный, сохраняющий свою декоративность в течение всего вегетационного периода, — первоклассное дерево для посадки на улицах, бульварах, аллеях садов и парков. Посадки его создают монументальные рощи в крупных парках и лесопарках. Примечателен красивой тенистой кроной и орнаментальными крупными листьями. Особенно красив он во время цветения, когда его крона снизу доверху украшена крупными «свечами» прямостоящих соцветий. Обильно цветёт, однако, лишь при свободной, одиночной посадке на газоне или опушке. В России успешно разводится в условиях умеренного климата с не слишком жарким летом: на широте Санкт-Петербурга и Москвы (в защищённых местах), на Кавказе и Дальнем Востоке. За границей России культивируется во многих странах, включая даже север Канады (Альберта, Онтарио), Фарерские острова и Норвегию. В более южных районах растёт лучше всего в зонах с прохладным горным климатом.
Плоды используют для производства женских украшений (бус).
В качестве лекарственного сырья используют семя каштана (лат. Semen Hippocastani). Основные действующие вещества — тритерпеновые сапонины группы р-амирина, из которых главный — эсцин, производное эсцигенина; кумарины группы окси- и метоксикумаринов (эскулин, фраксин); флавоноиды, производные кверцетина и кемпферола. Препараты «Эскузан» (водно-спиртовой экстракт семян) и «Эсфлазид», содержащий эсцин и сумму флавоноидов из листьев, применяют как венотонизирующее и антитромбическое средства при венозном застое и расширении вен нижних конечностей.
Эсцин может быть использован при лечении таких заболеваний, как отёк, дисторзия, и в пищевых добавках (это же относится и к эскулину).
Горькие на вкус плоды, особенно незрелые, слегка ядовиты. При употреблении их в пищу возможно отравление. Некоторые млекопитающие, в частности, олени, способны есть их безопасно. Иногда плоды используют на корм домашнему скоту.

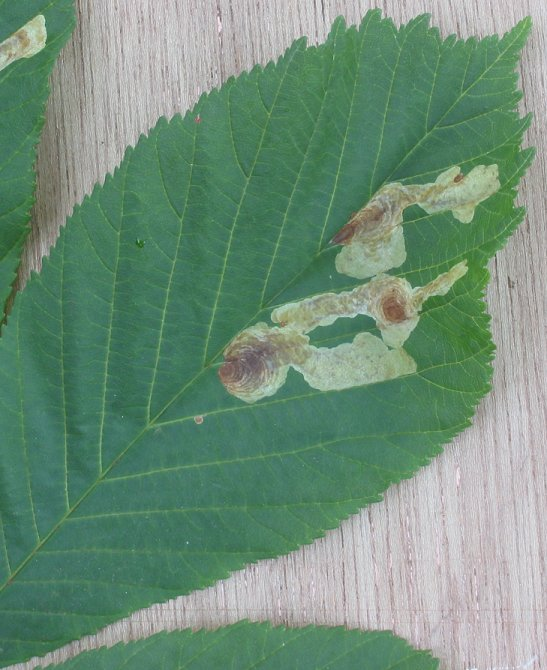
Мины (ходы) каштановой минирующей моли

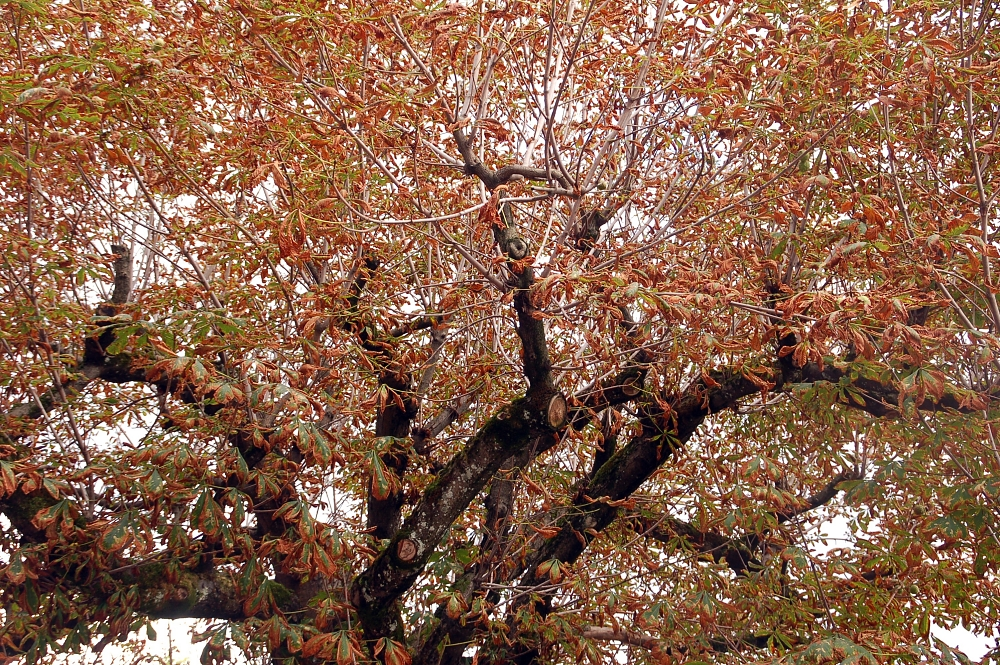
Конский каштан обыкновенный, поражённый каштановой минирующей молью. Сен-Жерве-ле-Бэн, Франция

В прошлом семена конского каштана обыкновенного, содержащие мыльную жидкость (благодаря присутствию сапонинов), использовали во Франции и Швейцарии для отбеливания конопли, льна, шёлка и шерсти. Лён, отмытый в этой жидкости, а затем промытый в проточной воде, приобретал небесно-голубой цвет.
Древесина конского каштана коммерческого значения не имеет, хотя и обладает достаточно высокой прочностью, легко, с минимальной потерей качества сушится. Подходит для изготовления мелких предметов домашнего обихода и поделок, ящичной тары.
Листья конского каштана поедают личинки каштановой минирующей моли (Cameraria ohridella), впервые отмеченной в Европе в 1985 году. Ущерб, причиняемый этим видом в Европе, исчисляется сотнями миллионов евро в год.
В коре содержатся дубильные вещества, в листьях — витамин С (около 56 мг%).
Даёт медоносным пчёлам очень много нектара (с содержанием сахара от 65 до 75 %) и пыльцы, а весной — клей (прополис). Мёд, собранный с конского каштана, быстро кристаллизуется в сотах, поэтому его нельзя использовать для зимней подкормки пчёл.
Во время двух последних мировых войн плоды конского каштана обыкновенного использовались в качестве источника крахмала, который, в свою очередь, может быть использован для производства ацетона с помощью метода, разработанного Хаимом Вейцманом,— через ферментацию с Clostridium acetobutylicum. Ацетон, как растворитель, способствовал процессу экструзии баллистита в кордит при производстве боеприпасов.

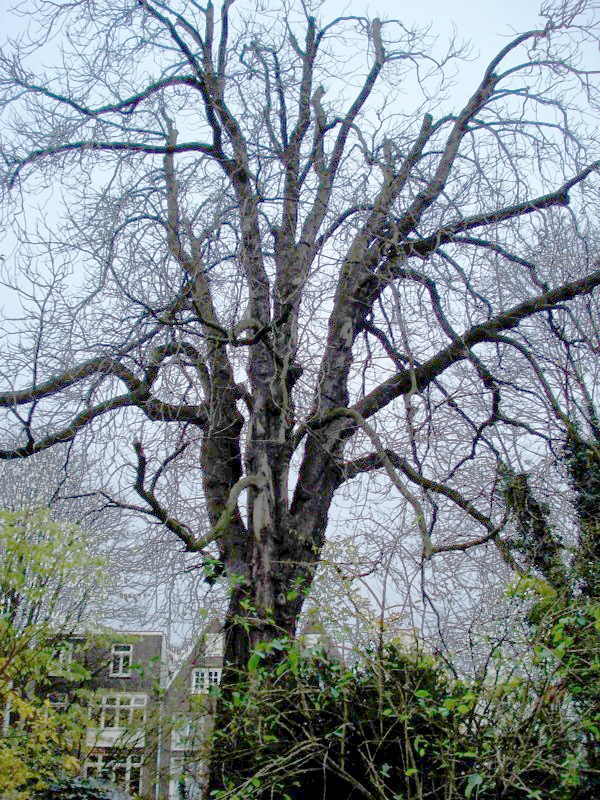
Дерево Анны Франк, о котором она пишет в своём дневнике, — конский каштан обыкновенный, растущий в центре Амстердама.

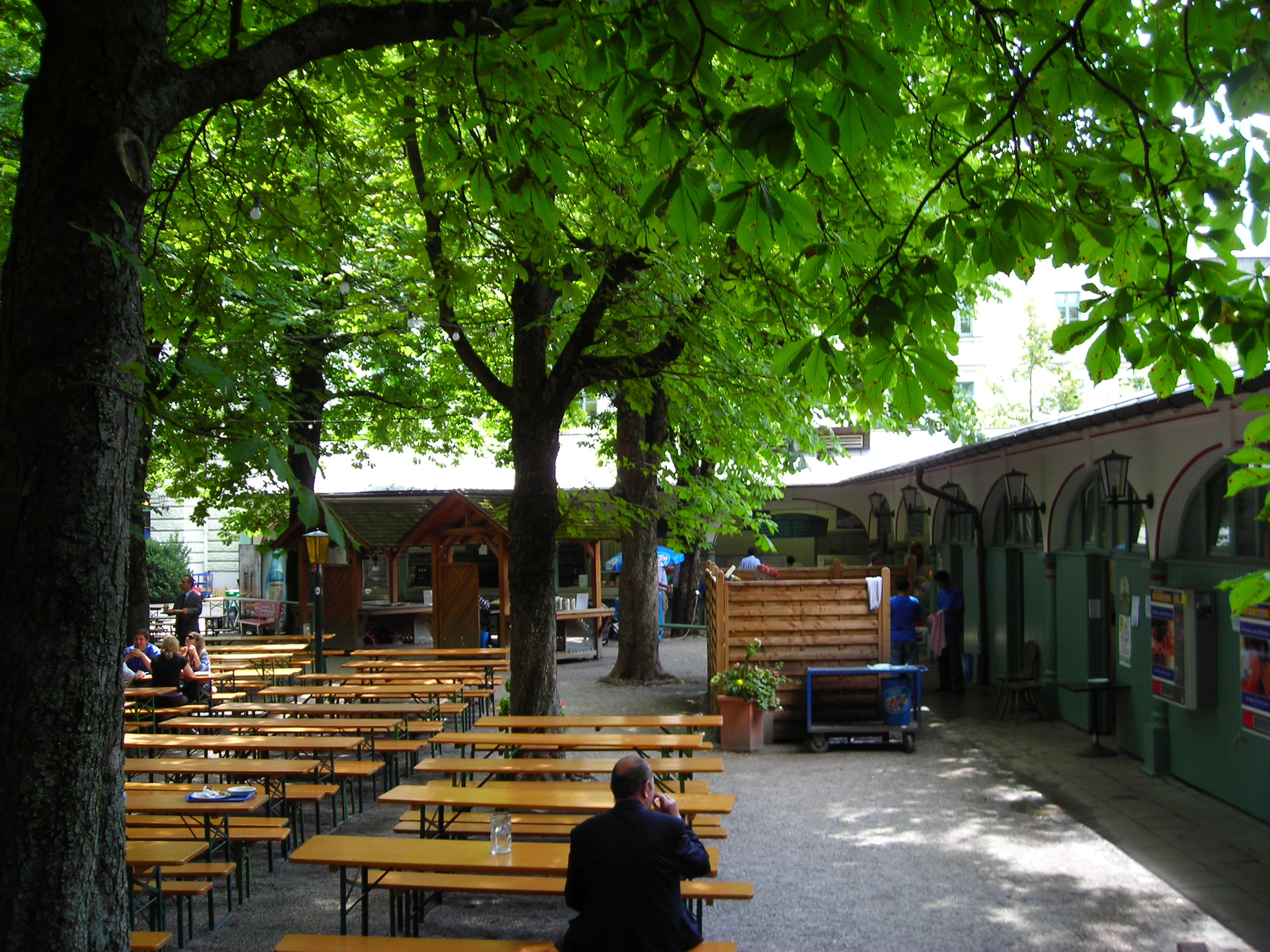
В Баварии конский каштан обыкновенный — обычное дерево «пивных садиков». Изначально он выращивался здесь ради глубокой тени, в которой владельцы пивных погребков могли колоть лёд из местных рек и озёр. Этим льдом охлаждали пиво летом. Ныне в тени охлаждают свои головы любители пива. Пивной сад пивной «Хофбройкеллер» в Мюнхене

### Конский каштан обыкновенный вгеральдике
Соцветие конского каштана является природным символом Киева, столицы Украины.

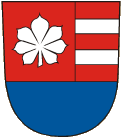
Ческе Веленице, Чехия
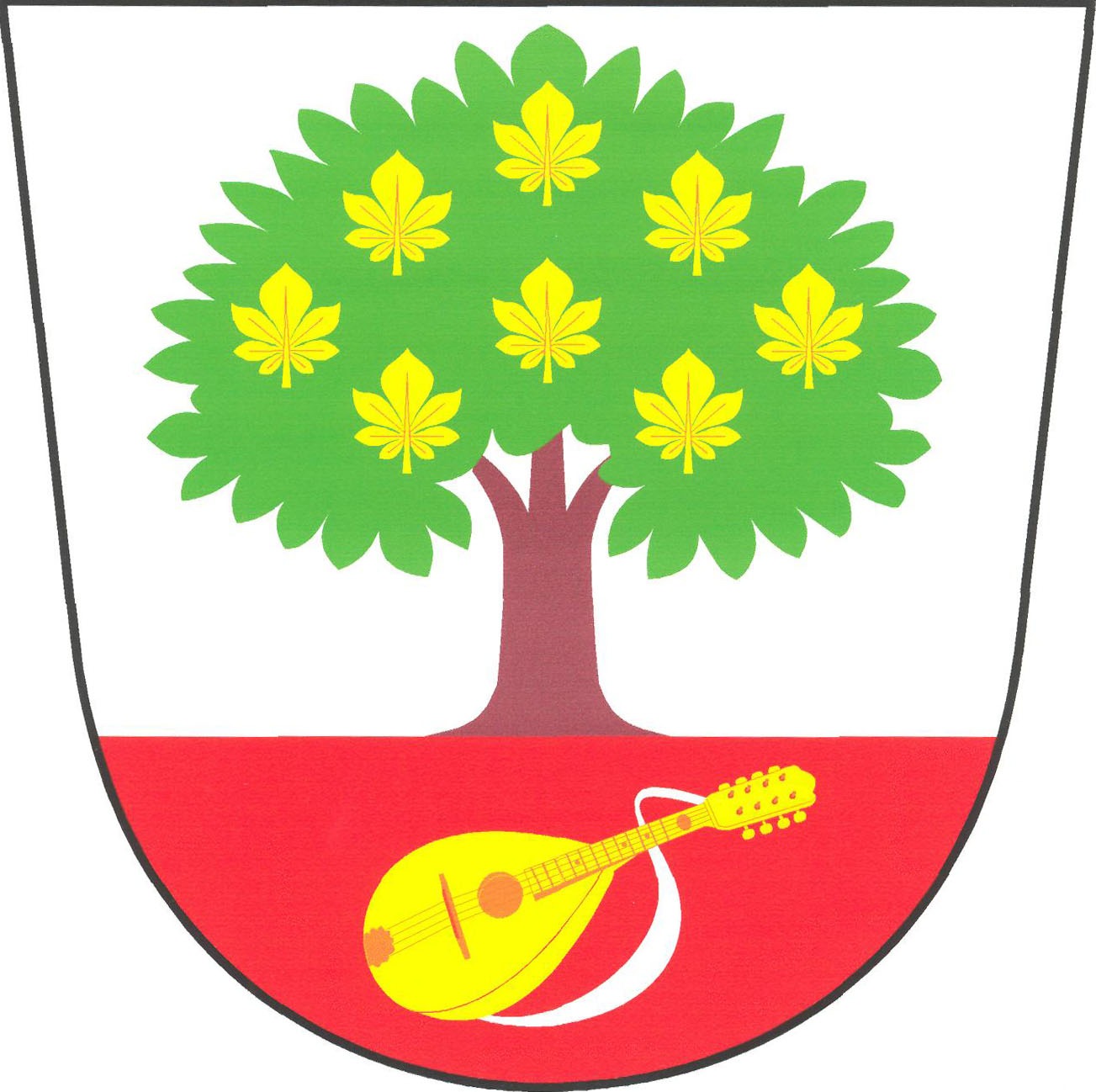
Кутровице, Чехия
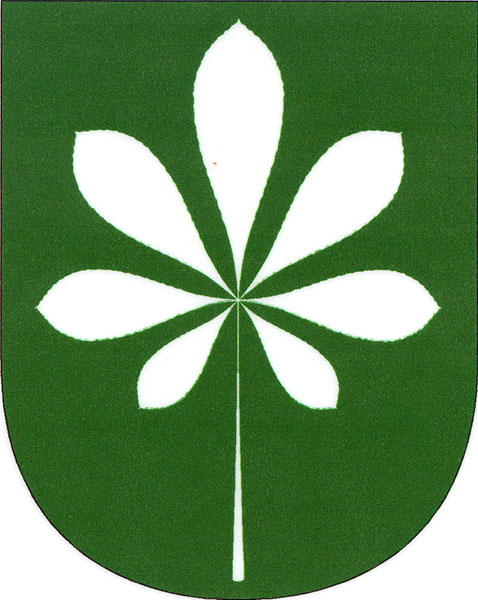
Льгота, Чехия
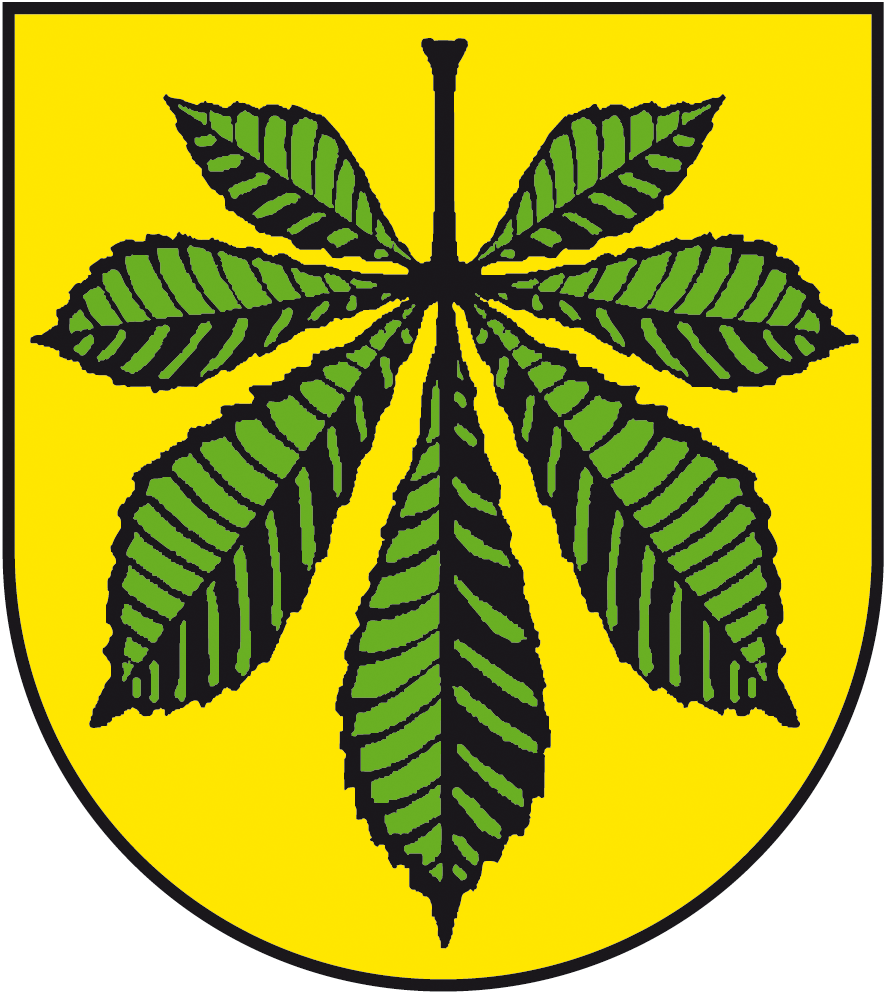
Управление Кёчау, Германия

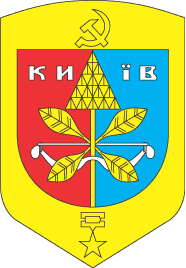
Герб Киева периода СССР
Хоэнзеден, Германия
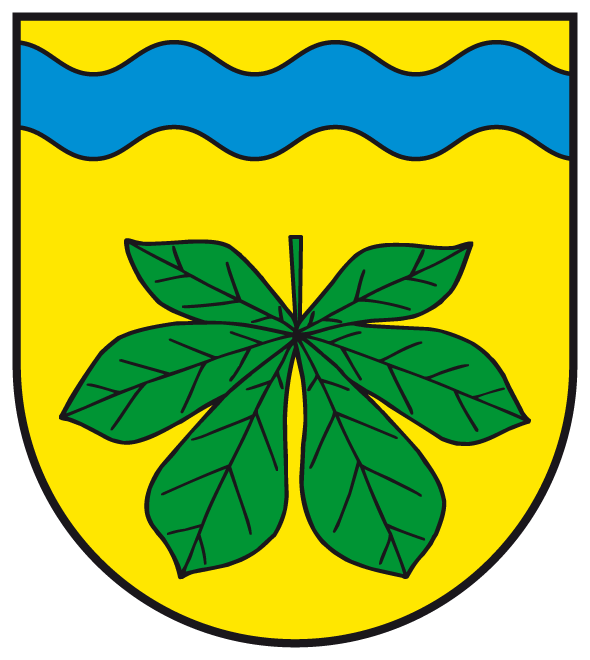
Цербен, Германия

## Классификация

### Таксономическое положение
- Aesculus hippocastanum L., 1753, Sp. Pl. : 344

Вид Конский каштан обыкновенный относится к роду Конский каштан (Aesculus) подсемейства Конскокаштановые (Hippocastanoideae) семейства Сапиндовые (Sapindaceae) порядка Сапиндоцветные (Sapindales). Таксономическая схема в соответствии с Системой APG IV по состоянию на декабрь 2023 года:
|  |                          |  |                |                      |                               |  | еще 3 подсемейства | еще 3 подсемейства |                                 |  |  |  | еще 18 подтвержденных видов и 20 видов, ожидающих подтверждения |
|  |                          |  |                |                      |                               |  | еще 3 подсемейства | еще 3 подсемейства |                                 |  |  |  | еще 18 подтвержденных видов и 20 видов, ожидающих подтверждения |
|  |                          |  |                | семейство Сапиндовые |                               |  |                    |                    | род Конский каштан              |  |  |  |                                                                 |
|  |                          |  |                | семейство Сапиндовые |                               |  |                    |                    | род Конский каштан              |  |  |  |                                                                 |
|  | клада Цветковые растения |  |                |                      | подсемейство Конскокаштановые |  |                    |                    | вид Конский каштан обыкновенный |  |  |  |                                                                 |
|  | клада Цветковые растения |  |                |                      | подсемейство Конскокаштановые |  |                    |                    |                                 |  |  |  |                                                                 |
|  |                          |  | ещё 8 семейств | ещё 8 семейств       |                               |  |                    | еще 4 рода         | еще 4 рода                      |  |  |  |                                                                 |
|  |                          |  |                | ещё 8 семейств       |                               |  |                    |                    | еще 4 рода                      |  |  |  |                                                                 |

### Синонимы
- Aesculus asplenifolia Loudon
- Aesculus castanea Gilib.
- Aesculus hippocastanum f. beaumanii (C.K.Schneid.) Dole
- Aesculus hippocastanum f. pendula (Puvill.) Rehder
- Aesculus hippocastanum var. argenteovariegata Loudon
- Aesculus hippocastanum var. aureovariegata Loudon
- Aesculus hippocastanum var. beaumanii C.K.Schneid.
- Aesculus hippocastanum var. flore-pleno Loudon
- Aesculus hippocastanum var. incisa Booth ex Loudon
- Aesculus hippocastanum var. pendula Puvill.
- Aesculus hippocastanum var. variegata Loudon
- Aesculus memmingeri K.Koch
- Aesculus procera Salisb.
- Aesculus septenata Stokes
- Hippocastanum aesculus Cav.
- Hippocastanum vulgare Gaertn.
- Pawia hippocastanum Kuntze